# Scirocco-Powell
A Scirocco-Powell egy Formula–1-es konstruktőr volt. Versenyzőik 1963-ban és 1964-ben összesen hét versenyen vettek részt, ám elindulniuk csak három futamon sikerült.

## Teljes Formula–1-es eredménylista
(Táblázat értelmezése)

(Félkövér: pole-pozícióból indult; dőlt: leggyorsabb kört futott) 

| Év   | Kasztni         | Motor | Gumi | Versenyzők     | 1   | 2   | 3   | 4   | 5   | 6   | 7   | 8   | 9   | 10  | Pont | Poz. |
| ---- | --------------- | ----- | ---- | -------------- | --- | --- | --- | --- | --- | --- | --- | --- | --- | --- | ---- | ---- |
| 1963 | Scirocco-Powell | BRM   | D    |                | MON | BEL | HOL | FRA | GBR | GER | ITA | USA | MEX | RSA | 0    | HN   |
| 1963 | Scirocco-Powell | BRM   | D    | Ian Burgess    |     | Vi  |     | Vi  | Ki  | Ki  | Vi  |     |     |     | 0    | HN   |
| 1963 | Scirocco-Powell | BRM   | D    | Tony Settember |     |     |     |     |     | Ki  | NK  |     |     |     | 0    | HN   |
| 1964 | Scirocco-Powell | BRM   | D    |                | MON | HOL | BEL | FRA | GBR | GER | AUT | ITA | USA | MEX | 0    | HN   |
| 1964 | Scirocco-Powell | BRM   | D    | André Pilette  |     |     | Ki  |     |     | NK  |     |     |     |     | 0    | HN   |

## Fordítás
- Ez a szócikk részben vagy egészben  a   Scirocco-Powell című angol Wikipédia-szócikk fordításán alapul.  Az eredeti cikk szerkesztőit annak laptörténete sorolja fel. Ez a jelzés csupán a megfogalmazás eredetét és a szerzői jogokat jelzi, nem szolgál a cikkben szereplő információk forrásmegjelöléseként.